# Gypona verecunda
Gypona verecunda är en insektsart som beskrevs av Spångberg 1881. Gypona verecunda ingår i släktet Gypona och familjen dvärgstritar. Inga underarter finns listade i Catalogue of Life.